# Antiophlebia bourgognei
Antiophlebia bourgognei là một loài bướm đêm trong họ Noctuidae.